# لاپروز، نیو ساوت ولز
لاپروز (به انگلیسی: La Perouse) یک حومه شهر در استرالیا است که در City of Randwick واقع شده‌است.